# Lent (Gueldre)
Pour les articles homonymes, voir Lent.
Lent est un village de la commune de Nimègue (en néerlandais Nijmegen), situé dans la province de Gueldre. En 2009, le village comptait 5 909 habitants.

## Géographie
Lent se trouve sur la rive droite du Waal.

## Inhabitants

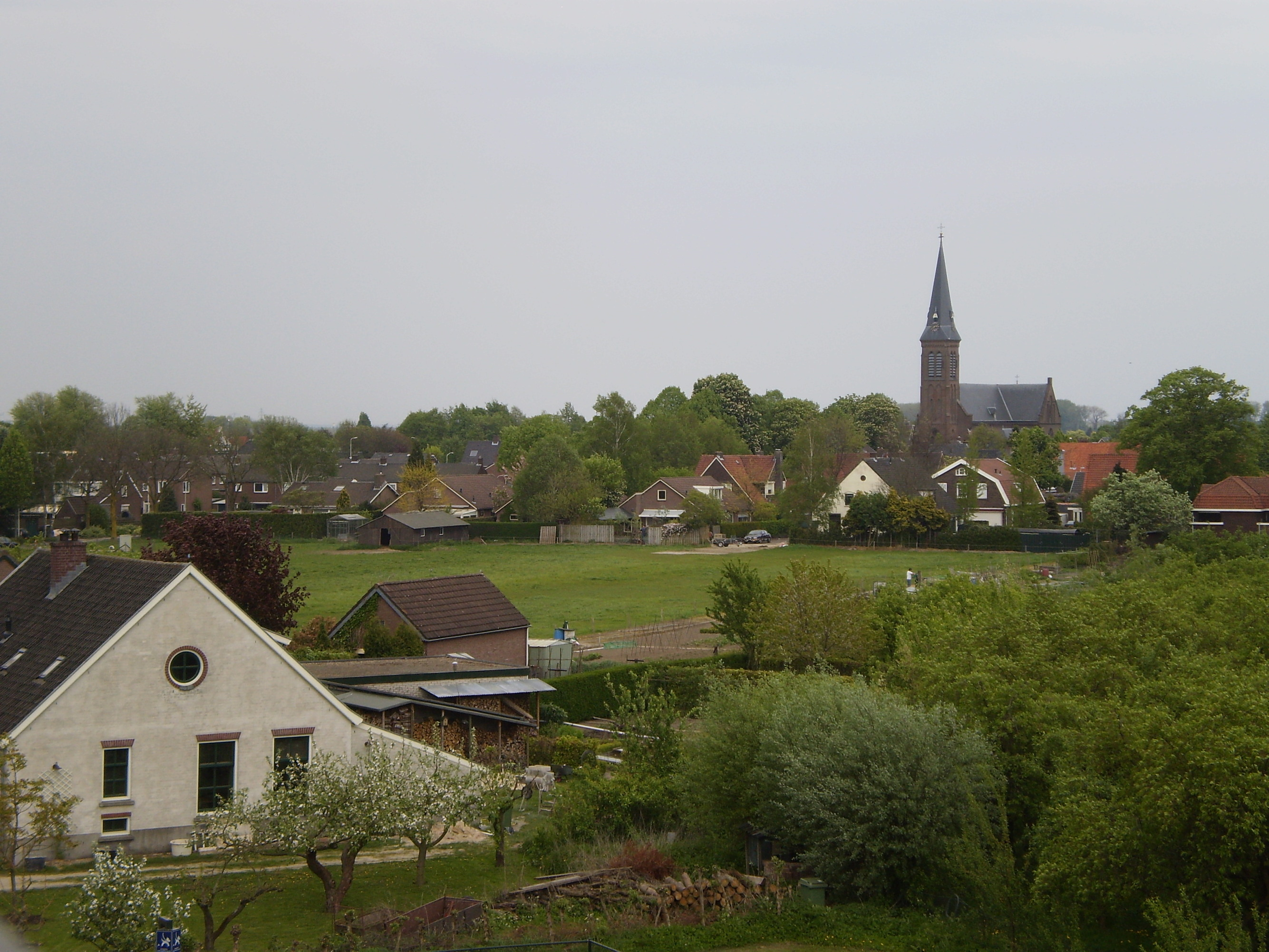
Vue de Lent

| Lent     | Le nombre d'habitants |
| -------- | --------------------- |
| 1-1-1998 | 3.201                 |
| 1-1-1999 | 3.294                 |
| 1-1-2000 | 3.448                 |
| 1-1-2001 | 3.397                 |
| 1-1-2002 | 3.768                 |
| 1-1-2003 | 3.840                 |
| 1-1-2004 | 3.869                 |
| 1-1-2005 | 4.060                 |
| 1-1-2006 | 4.685                 |
| 1-1-2007 | 5.692                 |
| 1-1-2008 | 5.909                 |